# ŽBK Dinamo Wolgograd
Zjenskij basketbolnyj kloeb Dinamo Wolgograd (Russisch: Женский баскетбольный клуб Динамо Волгоград) was een damesbasketbalteam uit Wolgograd, Rusland welke speelde in de Russische superliga.

## Geschiedenis

### Sovjet-Unie
Dinamo werd opgericht in 1960. Ze speelde sinds begin jaren 70 in Premjer-Liga. Hun beste prestaties waren onder succes coach Boris Majzlin (1976-1991), toen ze twee keer derde werden in de Premjer-Liga in 1989 en 1990. In de Ronchetti Cup haalde Dinamo twee keer de kwartfinale in 1990 en 1991. Belangrijke spelers waren Tatjana Astafjeva, Jelena Choedasjova en Marina Abroskina.

### Rusland
Na het uiteenvallen van de Sovjet-Unie in december 1991, speelde Dinamo nog een paar jaar op het hoogste niveau om het landskampioenschap van Rusland. Er kwamen steeds meer berichten in de media over de moeilijke financiële situatie van de club. In 1998 kreeg de club een nieuwe naam Nadezjda Wolgograd. Ze speelde in de lagere divisies van het basketbal. In 2003 stopte het team op professioneel niveau.

## Erelijst
- Landskampioen Sovjet-Unie: 
  - Derde: 1989, 1990

## Bekende (oud-)spelers
| - - Marina Abroskina - - Jelena Agafonnikova - - Anna Archipova - - Tatjana Astafjeva - - Jelena Choedasjova - - Olga Garanina - - Vera Jartseva - - Jelena Koezmina - - Ljoebov Nejoepokojeva - - Jelena Ovtsjarova - - Nadezjda Rogatsjeva - - Eleonora Saveljeva - Jelena Vorozjtsova (1997-2003)(Nadezjda Wolgograd) |

## Bekende (oud-)coaches
- - Boris Majzlin (1976-1991)
- - Vladimir Koloskov (1985-1986, 1988-1992)